# Gloria Beck
Gloria Beck (ur. 4 stycznia 1968 w Kolonii) – niemiecka autorka książek z dziedziny retoryki i doradca zarządzania. Z wykształcenia jest filozofem, pedagogiem dorosłych, germanistką i specjalistką ds. pracy. W Polsce znana jest przede wszystkim jako autorka książki Zakazana retoryka (niem. Verbotene Rhetorik), w której przedstawia techniki manipulacji.
Wychowywała się w Konstancji nad Jeziorem Bodeńskim. Po maturze zdawała najpierw prawo w Konstancji, Heidelbergu i Mannheim. Często uczestniczyła w seminariach i wykładach poświęconych literaturze i historii sztuki. Następnie studiowała filozofię i germanistykę w Koblencji. Na Uniwersytecie w Bochum studiowała też nauki o ergonomii pracy oraz angragogikę na Uniwersytecie w Kaiserslautern.
Jako specjalistka w dziedzinie retoryki napisała wiele artykułów i książek, wśród których Zakazana retoryka stała się światowym bestsellerem.
Aktualnie mieszka i pracuje w Zurychu i Berlinie.